# Іванківська волость (Прилуцький повіт)
Іванківська волость — адміністративно-територіальна одиниця Прилуцького повіту Полтавської губернії з центром у селі Іванківці.
Станом на 1885 рік — складалася з 26 поселень, 28 сільських громад. Населення 12592 осіб (6058 чоловічої статі та 6534 — жіночої), 2010 дворових господарств.
|                     | Площа, десятин | У тому числі орної, десятин |
| ------------------- | -------------- | --------------------------- |
| Сільських громад    | 14098          | 13101                       |
| Приватної власності | 5033           | 3169                        |
| Казенної власності  | 40             | 6                           |
| Іншої власності     | 248            | 198                         |
| Загалом             | 19419          | 16474                       |

Основні поселення волості:
- Іванківці — колишнє державне та власницьке село при річках Удай і Лисогір за 30 верст від повітового міста, 1760 осіб, 307 дворів, православна церква, школа, лікарня, 3 постоялих будинки, лавка, базари по вівторках, 2 кузні, 33 вітряних млини, 4 маслобійних заводів. За 12 верст — цегельний завод.
- Гурбинці — колишнє державне та власницьке село при річках Удай і Лисогір, 1398 осіб, 258 дворів, православна церква, школа, 2 постоялих будинки, лавка, базари по четвергах, 17 вітряних млинів, маслобійний, пивоварний і винокурний заводи.
- Дігтярі — колишнє державне та власницьке село при річці Удай, 1400 осіб, 213 дворів, православна церква, школа, постоялий двір, постоялий будинок, лавка, базари по п'ятницях, кузня, 4 вітряних млини, маслобійний завод.
- Гнатівка — колишнє державне та власницьке село при річці Лисогір, 669 осіб, 121 двір, православна церква, вітряний млин.
- Леляки — колишнє державне та власницьке село при річці Удай, 950 осіб, 163 двори, православна церква, школа, постоялий будинок, 9 вітряних млинів, 2 маслобійних заводи.
- Горобіївка — колишнє державне та власницьке село при річці Глинна, 1500 осіб, 226 дворів, православна церква, школа, постоялий будинок, 2 кузні, 25 вітряних млинів, 5 маслобійних заводів.
- Охиньки — колишнє державне та власницьке село при річці Селезень, 1470 осіб, 249 дворів, православна церква, 2 постоялих двори, 2 постоялих будинки, 3 лавки, базари по понеділках, кузня, 2 водяних і 25 вітряних млинів, маслобійний завод.
- Савинці — колишнє державне та власницьке село при річці Глинна, 1986 осіб, 295 дворів, православна церква, школа, 2 постоялих будинки, лавка, базари по неділях, кузня, 38 вітряних млинів, маслобійний завод.
- Хукалівка — колишнє власницьке хутір при річці Глинна, 304 особи, 48 дворів, постоялий будинок, кузня, 2 вітряних млини, маслоробний і винокурний заводи.